# Przeciwciało wielospecyficzne
Przeciwciała wielospecyficzne – przeciwciało, które może reagować z kilkoma różnymi antygenami. Ich cechą charakterystyczną jest to, że zwykle nie mają one zbyt wysokiego powinowactwa do rozpoznawanych antygenów, co zapobiega powstaniu choroby autoimmunizacyjnej. Przeciwciała wielospecyficzne to zwykle immunoglobuliny M, co jest wynikiem tego, że IgM nie podlegają dojrzewaniu powinowactwa. Główną funkcją takich przeciwciał w organizmie jest usuwanie resztek komórek, które się rozpadły, zwykle w wyniku apoptozy.